# Пельня
Пельня — река в России, протекает в Ферзиковском районе Калужской области. Правый приток реки Калужки.

## География
Река Пельня берёт начало в лесах западнее деревни Филеново. Течёт на юг и впадает в Калужку у посёлка Красотынка. Устье реки находится в 9,1 км по правому берегу реки Калужка. Длина реки составляет 12 км.

## Данные водного реестра
По данным государственного водного реестра России относится к Окскому бассейновому округу, водохозяйственный участок реки — Ока от города Калуга до города Серпухов, без рек Протва и Нара, речной подбассейн реки — бассейны притоков Оки до впадения Мокши. Речной бассейн реки — Ока.
Код объекта в государственном водном реестре — 09010100812110000021685.